# Death Certificate
Albums de Ice Cube
Kill at Will
(1990) The Predator
(1992)
Singles
1. Steady Mobbin'
2. True to the Game

Death Certificate est le deuxième album studio du rappeur américain Ice Cube, sorti le 5 novembre 1991 sous le label Priority Records.
En raison de certains propos jugés racistes et politiquement à charge, ainsi que des déclarations acerbes du rappeur sur le trafic de drogue, le profilage racial et la détention d'armes, Death Certificate fut, à sa sortie, très controversé, malgré un succès critique au rendez-vous. L'album comprend notamment la diss track No Vaseline, prenant pour cibles les membres de son ex-groupe de rap N.W.A, en réponse à leur dernier album Niggaz4Life (contenant des diss tracks et des vers visant directement, ou indirectement, Ice Cube). Du fait de la violence et du caractère très explicite de ses paroles, No Vaseline est considérée comme l'une des meilleures diss tracks de tous les temps.
Death Certificate fut très anticipé, avec plus d'un million de pré-commandes. Il est certifié disque de platine par la Recording Industry Association of America (RIAA) le 20 décembre 1991.

## Contexte
L'écriture et l'enregistrement de Death Certificate commencèrent début 1991 et se poursuivirent durant la majeure partie de cette année. Parallèlement à la réalisation de son deuxième album, Ice Cube était fortement impliqué dans plusieurs autres projets, dont le premier album de la rappeuse Yo-Yo, Make Way for the Motherlode, celui de son jeune cousin Del tha Funkee Homosapien, I Wish My Brother George Was Here, ou encore son premier rôle sur grand écran dans le film Boyz n the Hood, aux côtés de Cuba Gooding, Jr. et Laurence Fishburne. Comme pour son premier album AmeriKKKa's Most Wanted, Ice Cube était très impliqué dans la production de Death Certificate. Toutefois, au niveau de leurs sonorités, ces deux albums diffèrent assez sensiblement. Contrairement à AmeriKKKa's Most Wanted, rythmé par les beats secs et tranchants de The Bomb Squad, Death Certificate a un son plus orienté West Coast, avec notamment une utilisation abondante de samples de Funk et de Soul des années 1970.

## Contenu
Alors qu'il réalisait Death Certificate, Ice Cube se serait affilié au mouvement politico-religieux afro-américain Nation of Islam, dont l'influence se fait fortement ressentir sur la majorité du contenu de l'album, bien que le rappeur ait nié faire partie de l'organisation. Death Certificate est divisé en deux parties : une première intitulée "The Death Side" ("le Côté de la Mort"), regroupant les onze premiers morceaux de l'album, et une seconde intitulée "The Life Side" ("le Côté de la Vie"), contenant les autres. Le premier morceau, "The Funeral", s'ouvre sur la voix d'Ice Cube résumant en ces termes le concept de l'album: "The Death Side: a mirror image of where we are today; The Life Side: a vision of where we need to go" - "Le Côté de la Mort: une image miroir de là où nous nous trouvons aujourd'hui; le Côté de la Vie: une vision de là où nous devons aller". La première partie regorge ainsi de récits de trafic de drogue, de sexe et de violence qui sont autant d'éléments que l'on pouvait attendre d'un album de gangsta rap en 1991.
Le morceau "A Bird in the Hand" relate la complainte d'un jeune homme tombé dans le trafic de drogue pour subsister :
"Do I have to sell me a whole lot of crack
For decent shelter and clothes on my back?
Or should I just wait for help from Bush?
Or Jesse Jackson and Operation PUSH?"
qui peut se traduire comme suit :
"Dois-je vendre tout un tas de crack
Pour un toit décent et des vêtements sur mon dos?
Ou dois-je attendre de l'aide de Bush?
Ou Jesse Jackson et l'Opération PUSH?"
Le morceau "Black Corea" du "Life Side" de l'album dénonce violemment, sur fond de menace d'émeute et de vandalisme, la prépondérance des petits commerces tenus par la communauté coréenne dans les ghettos américains. Ce morceau fut perçu comme une réponse à la mort de Latasha Harlins, une Afro-américaine de quinze ans abattue le 16 mars 1991 par le propriétaire coréen d'un magasin, dans une altercation au sujet d'une bouteille de jus d'orange. Un peu moins d'un an après la sortie de Death Certificate éclataient les émeutes de Los Angeles, au cours desquelles beaucoup de personnes d'origine coréenne furent prises pour cibles. Ice Cube fut alors accusé d'inciter les Afro-américains à la haine raciale envers les Asiatiques.
"Look Who's Burnin'" traite des dangers et des ravages des infections sexuellement transmissibles dans les quartiers pauvres. "Alive on Arrival" raconte quant à lui l'histoire d'un jeune homme qui, échappant à une fusillade de gangs, se fait interroger par des policiers dans la salle d'attente d'un hôpital alors qu'il se vide lentement de son sang jusqu'à mourir.
"Color blind" prêche la neutralité et la fraternité entre les membres de la communauté afro-américaine et dénonce les violences entre gangs rivaux tels que les Bloods et les Crips.
Alors qu'Ice Cube se gardait d'attaquer directement ses ex-acolytes de N.W.A. sur son premier album solo, il ne s'en prive pas sur Death Certificate avec les diss tracks "True to the Game" et surtout "No Vaseline". Contrairement aux autres albums du rappeur, Death Certificate n'a pas connu de version censurée. Les morceaux "Steady Mobbin'", "True To The Game" et "Givin' up the Nappy Dug Out" ont cependant été éditées en versions "propres" adaptées à la radiodiffusion.

## Réception critique
Death Certificate fut et reste largement acclamé par la critique.
David Jeffries, auteur d'une critique pour la base de données musicale en ligne Allmusic, considère que « si le premier album de Ice Cube fut une attaque de choc qui prouva que l'héritage de N.W.A. serait plus fort divisé, son second opus fut une nouvelle espèce de superstar relevant du miracle, une suite qui égale son classique prédécesseur et le surpasse même selon certains ». Le titre « Black Korea » est selon lui « une représentation extrême de combien cet album est plus tranchant et coupant que son premier, et même si l'intro annonce une scission de l'album entre un « Côté de la Mort » et un « Côté de la Vie », les deux sont en réalité aussi sombres l'un que l'autre ».
Bien que ne lui ayant initialement attribué qu'un score de 4 "micros" (mic) et demi sur 5, le magazine The Source l'a rétrospectivement inclus dans sa liste des albums de Hip-Hop auxquels il attribue son plus haut score ("5 mics"), parue dans son 150e numéro.
« Son homophobie peut en irriter plus d'un » écrivait Ted Kessler dans le magazine britannique Select, tout en reconnaissant que « l'effet de choc de tels propos a été émoussé par des rappeurs moindres ». Il considère que c'est « la combinaison sublime du P-Funk des années 1970 et de l'excellent débit tendu de Ice Cube délivrant des rimes confectionnées pour choquer qui fait plaisir ». Le magazine Spin décrit l'album comme « incorporant des opinions politiques virulentes à une connaissance brute de la rue » et atteignant « un niveau presque George Clinton-esque de folie festive ».
Dean Moriarty, auteur d'une critique négative dans le fanzine Louder Than A Bomb!, observait qu'il y avait à l'époque "une règle chez les critiques de musique" qui "dit que tout album de Ice-T / N.W.A. / Ice Cube doit être décrit comme un sinistre et intransigeant portrait de la vie dans le ghetto... O.G. était le dernier en date. Death Certificate est le prochain. [Mais] tu ne peux pas imaginer le ghetto lorsque tu fermes les yeux en l'écoutant. C'est juste plein de chansons à propos de fusillades, de baises et de N.W.A."
Death Certificate ne reçut qu'un maigre budget de 18.000 dollars pour sa promotion et ses deux singles, « Steady Mobbin' » et « True to the Game », ne furent pas très diffusés à la radio. Ils furent toutefois chacun accompagnés d'un clip musical.

## Distinctions / Classements
- Classé n°8 dans la liste des Meilleurs albums Hip-Hop de tous les temps de MTV en 2005[18].
- Inclus dans la liste des 100 Meilleurs albums de Rap du magazine The Source en 1998[19].
- Classé n°17 dans la liste des 100 Meilleurs albums de Musique Noire de tous les temps selon la critique du magazine The Source en 2006.[20]
- Classé n°12 dans la liste des 100 Meilleurs albums de Rap de tous les temps du site ThoughtCo[21].
- Classé n°5 dans la liste des 25 Meilleurs albums de Hip-Hop de 1991 du magazine Ego Trip en 1999[22].
- Classé n°16 dans la liste des Meilleurs albums de l'année du journal The Village Voice en 1991[23].
- Classé n°35 dans la liste des Meilleurs albums de l'année du magazine New Musical Express en 1991[23].
- Inclus dans la liste des 100 Albums essentiels du 20ème siècle du magazine Vibe en 1999[23].

## Controverse
En 1992, à la suite de la controverse que suscita l'album, l'État américain de l'Oregon décida d'interdire toute exposition de l'image de Ice Cube dans les points de vente de son territoire. Cette interdiction visait également certaines publicités pour la liqueur de malte de la marque St. Ides dont le rappeur faisait la promotion à l'époque. En 2006, dans une interview accordée au magazine FHM, Ice Cube affirmait ne pas regretter les déclarations controversées de son album.
Par peur de voir Death Certificate interdit à la vente au Royaume-Uni sous le coup des lois du pays contre l'incitation à la haine raciale, l'album y fut commercialisé sans les titres "Black Korea" et "No Vaseline". Island Records, le distributeur de cette version de l'album, en supprima ces titres avec l'accord de Priority Records, mais pas celui de Ice Cube. "Nous sommes très excités à propos de Ice Cube" affirmait Marc Marot, dirigeant de Island Records, "mais personnellement je ne pouvais pas supporter ces deux chansons. J'ai conscience qu'une auto-censure après l'affaire de N.W.A. nous met dans une position bizarre, mais nous n'allons pas promouvoir du racisme à l'encontre de minorités ou de l'antisémitisme. Nous sommes arrivés à un compromis avec Priority qui était acceptable." Ces chansons ont depuis été réintégrées dans une réédition de l'album disponible au Royaume-Uni.

## Performance commerciale
Death Certificate a débuté en 2e position au US Billboard 200 et numéro 1 au US Top R&B/Hip-Hop Albums, s'étant vendu à 105.000 exemplaires à l'issue de la première semaine suivant sa sortie.
Le 20 décembre 1991, l'album fut certifié disque de platine par la Recording Industry Association of America (RIAA) après s'être vendu à plus d'un million d'exemplaires, seulement deux mois après sa sortie.
Le 4 septembre 2015, Death Certificate fut de retour au classement du US Billboard 200 en 99e position avec 14.000 ventes lors de cette semaine, au cours de laquelle les albums Greatest Hits et AmeriKKKa's Most Wanted du rappeur firent également leur retour à ce classement, respectivement en 118e position avec 11.920 ventes et en 150e position avec 8.300 ventes.

## Liste des titres
| Titre | Producteur(s)        | Sample(s) / interpolation(s) | Durée |
| --- | -------------------- | --- | ----- |
| 1.The Funeral | Sir Jinx             | The Nigga Ya Love to Hate, Better Off Dead, Once Upon a Time in the Projects et Turn Off the Radio de Ice Cube | 1:37  |
| 2.The Wrong Nigga to Fuck Wit                                                                                       | Sir Jinx - Ice Cube  | Good Old Music de Funkadelic Flash Light de Parliament The Payback de James Brown Get Down Tonight de KC and the Sunshine Band Razor Blade de Little Royal & the Swingmasters Rollin' Wit' the Lench Mob de Ice Cube Ya Don't Quit de Ice-T Extrait du film 'Predator 2'                                                                                      | 2:48  |
| 3.My Summer Vacation                                                                                                | Boogiemen - Ice Cube | Atomic Dog de George Clinton Back to Life (Acapella) de Soul II Soul The Drive-By et JD's Gaffilin' (Part 2) de Ice Cube So Ruff, So Tuff de Roger | 3:56  |
| 4.Steady Mobbin' | Boogiemen - Ice Cube | Reach Out de Average White Band After the Dance (Instrumental) de Marvin Gaye Love Amnesia de Parlet Dr. Funkenstein et Sir Nose D'Voidoffunk [Pay Attention - B3M] de Parliament | 4:10  |
| 5.Robin Lench | Boogiemen - Sir Jinx | | 1:13  |
| 6.Givin' Up the Nappy Dug Out                                                                                       | Boogiemen - Ice Cube | Hip Hug-Her de Booker T. & the M.G.'s Smooth Criminal de Michael Jackson Fencewalk de Mandrill Do It Roger de Roger Mr. Wiggles de Parliament Impeach the President de The Honey Drippers No Damn Good de Big Daddy Kane I'll Take You There de The Staple Singers Jimmy de Boogie Down Productions                                                           | 4:15  |
| 7.Look Who's Burnin'                                                                                                | Sir Jinx - Ice Cube  | Sister Sanctified de Stanley Turrentine et Milt Jackson The Freeze (Sizzaleenmean) de Parliament Burning Love Breakdown de Peter Brown More Bounce to the Ounce de Zapp Go See the Doctor de Kool Moe Dee La Di Da Di de Doug E. Fresh et Slick Rick Jimmy de Boogie Down Productions A Bitch Iz a Bitch de N.W.A. Claudine Theme de Gladys Knight & the Pips | 3:53  |
| 8.A Bird in the Hand                                                                                                | Boogiemen - Ice Cube | Chains and Things de B.B. King Take Some...Leave Some de James Brown Don't Change Your Love de Five Stairsteps Bop Gun (Endangered Species) de Parliament Big Bird Writes a Poem de Big Bird | 2:17  |
| 9.Man's Best Friend                                                                                                 | Boogiemen - Ice Cube | Flash Light de Parliament Dig on It de Jimmy McGriff Atomic Dog de George Clinton I Turned You On de The Isley Brothers What They Hittin' Foe? de Ice Cube Gossip de Cyril Neville Extrait du film 'A Rage in Harlem' | 2:06  |
| 10.Alive on Arrival                                                                                                 | Boogiemen - Ice Cube | Fame de David Bowie Person to Person de Average White Band The Big Bang Theory de Parliament Outstanding de The Gap Band | 3:11  |
| 11.Death (featuring Khalid Abdul Muhammad)                                                                          | Ice Cube             | | 1:03  |
| 12.The Birth (featuring Khalid Abdul Muhammad)                                                                      | Sir Jinx - Ice Cube  | Hard Times de Baby Huey Mystique Blues de The Crusaders Long Red de Mountain Extrait du film 'The Color Purple' | 1:21  |
| 13.I Wanna Kill Sam                                                                                                 | Sir Jinx - Ice Cube  | Dominoes de Donald Byrd Hot Pants - I'm Coming, I'm Coming, I'm Coming de Bobby Byrd Chocolate City de Parliament Rock Creek Park de The Blackbyrds Love and Affection de Ike White I Almost Got to Heaven Once de Joe Tex Funky President (People It's Bad) de James Brown Sucker M.C.'s (Krush Groove 1) de Run-DMC                                         | 3:22  |
| 14.Horny Lil' Devil                                                                                                 | Boogiemen - Ice Cube | Pot Belly de Lou Donaldson Don't Call Me Nigger, Whitey de Sly & the Family Stone Funky President (People It's Bad) de James Brown Cheesy Rat Blues de LL Cool J Please, Please, Please de James Brown et The Famous Flames Ain't We Funkin' Now de The Brothers Johnson Extrait du film 'Do the Right Thing'                                                 | 3:42  |
| 15.Black Korea | Sir Jinx - Ice Cube  | Also Sprach Zarathustra de The Cecil Holmes Soulful Sounds Extrait du film 'Do the Right Thing' | 0:46  |
| 16.True to the Game                                                                                                 | Sir Jinx - Ice Cube  | Outstanding de The Gap Band Reach for It de George Duke You Can Make It if You Try de Sly & the Family Stone Ashley's Roachclip de The Soul Searchers Wrath of My Madness de Queen Latifah Long Red de Mountain | 4:10  |
| 17.Color Blind (featuring Deadly Threat, Kam, WC & the Maad Circle, King Tee and J-Dee)                             | Boogiemen - Ice Cube | Pungee de The Meters Opus Pocus de Jaco Pastorius | 4:29  |
| 18.Doing Dumb Shit                                                                                                  | Boogiemen - Ice Cube | Funkentelechy de Parliament Cosmic Slop de Funkadelic You Can Make It if You Try de Sly & the Family Stone 'Dumb Girl' de Run-DMC The Breakdown (Live) de Rufus Thomas | 3:45  |
| 19.Us | Sir Jinx - Ice Cube  | Blues in the Night de Johnnie Taylor Gamin' on Ya! de Parliament The End of Our Road de Gladys Knight & the Pips Synthetic Substitution de Melvin Bliss | 3:43  |
| 20.No Vaseline | Sir Jinx - Ice Cube  | Dazz de Brick It's My Thing de Marva Whitney To Da Break of Dawn de LL Cool J Prelude, Dopeman, Message to B.A., 8 Ball, A Bitch Iz a Bitch de N.W.A. Vapors de Biz Markie Ball of Confusion (That's What the World Is Today) de The Temptations Better Off Dead et Turn Off the Radio de Ice Cube Atomic Dog de George Clinton                               | 5:15  |
| Durée totale: | 61:08                | |       |
| Titre bonus de la réédition de 2003                                                                                 |                      | |       |
| 21.How to Survive in South Central                                                                                  | Sir Jinx - Ice Cube  | (Not Just) Knee Deep de Funkadelic So Ruff, So Tuff de Roger Agony of Defeet de Parliament Supergroovalisticprosifunkstication (The Bumps Bump) de Parliament Atomic Dog de George Clinton Uphill Peace of Mind de Kid Dynamite Extrait du documentaire 'Gangs, Cops & Drugs'                                                                                 | 3:40  |
| Durée totale: | 64:48                | |       |
| Titres bonus de la réédition de 2017 (ne comprenant pas How to Survive in South Central de la précédente réédition) |                      | |       |
| 1.Only One Me | Checkboy - Ice Cube  | | 3:40  |
| 2.Good Cop Bad Cop                                                                                                  | T-Mix - Ice Cube     | Fuck Tha Police de N.W.A. | 3:27  |
| 3.Dominate the Weak                                                                                                 | Big SOJ - Ice Cube   | | 4:06  |
| Durée totale: | 72:15                | |       |

## Personnel
- Ice Cube - interprète, producteur, producteur exécutif, mixage
- Khalid Muhammad - interprète
- Deadly Threat - interprète
- Kam - interprète
- The Madd Circle - interprète
- King Tee - interprète
- J-Dee - interprète
- DJ Bobcat Bobby Ervin - producteur
- Sir Jinx - producteur, mixage
- Boogie Men – producteur
- Bob Morse - ingénieur du son, mixage
- Frank Macek - ingénieur du son, mixage
- Mr. Stoker (Andy Growcott) - ingénieur du son
- DJ Pooh - mixage
- Daryll Dobson - mixage
- Bernie Grundman - mastering
- Brian Gardner - mastering
- Mario Castellanos - photographie
- Kevin Hosmann - direction artistique